# Mario Vallotto
Mario Vallotto (Mirano, Venècia, 18 de novembre de 1933 - Pàdua, 22 d'abril de 1966) va ser un ciclista italià, que fou professional entre 1961 i 1962. Es dedicà principalment al ciclisme en pista.
El 1960 va prendre part en els Jocs Olímpics de Roma, en què guanyà una medalla d'or en la prova de persecució per equips, junt a Marino Vigna, Luigi Arienti i Franco Testa.

## Palmarès
- 1958
  - 1r al GP Industria e Commercio di San Vendemiano
- 1959
  -  Medalla d'or als Jocs del Mediterrani de Beirut en persecució individual
- 1960
  -  Medalla d'or als Jocs Olímpics de Roma en persecució per equips (amb Luigi Arienti, Franco Testa i Marino Vigna)